# Władysław Kakietek

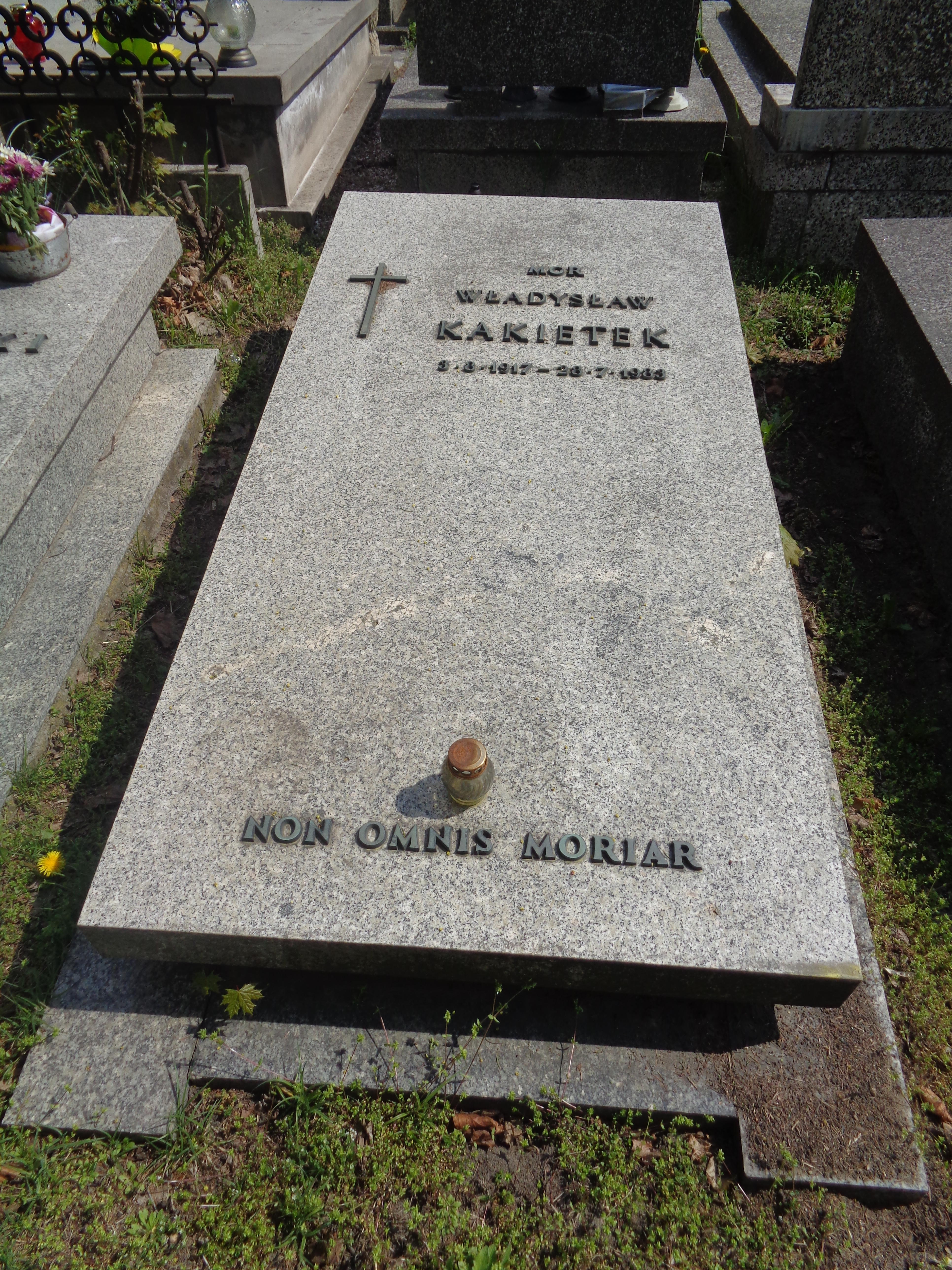
Grób Władysława Kakietka na cmentarzu Wojskowym na Powązkach

Władysław Kakietek (ur. 3 sierpnia 1917 w Kowalewicach, zm. 28 sierpnia 1983) – polski urzędnik, działacz PZPR, podsekretarz stanu w Ministerstwie Przemysłu Lekkiego (1957–1965, 1969–1975), ambasador PRL w Mongolii (1966–1969).  

## Życiorys
Syn Ignacego i Zofii. Ukończył studia w Szkole Głównej Planowania i Statystyki w Warszawie. Od 1946 należał do Polskiej Partii Robotniczej, zaś od 1948 do Polskiej Zjednoczonej Partii Robotniczej (PZPR). Aspirant Katedry Ekonomii Politycznej Instytucie Kształcenia Kadr Naukowych oraz, w latach 1952−1955, w Instytucie Nauk Społecznych przy KC PZPR. Instruktor i starszy instruktor Wydziału Ekonomicznego Komitetu Centralnego PZPR (do 1955) oraz zastępca kierownika Wydziału Przemysłu Lekkiego KC PZPR (1955–1957). Pełnił funkcję podsekretarza stanu w Ministerstwie Przemysłu Lekkiego w latach 1957–1965. Następnie, od 1966 do 1969, był ambasadorem w Mongolii. Po powrocie z Ułan Bator ponownie podsekretarz stanu w Ministerstwie Przemysłu Lekkiego (1969–1975).
Odznaczony Medalem 10-lecia Polski Ludowej (1955) oraz innymi odznaczeniami, w tym Krzyżem Komandorskim Orderu Odrodzenia Polski.
Pochowany na Cmentarzu Wojskowym na Powązkach (kwatera C39-1-8).